# چکچک کلاه‌دار
چکچک کلاه‌دار (نام علمی: Oenanthe pileata) نام یک گونه از سرده چکچک است.